# Zé da Recaída
Zé Da Recaída é uma música do cantor sertanejo Gusttavo Lima, lançado em 10 de agosto de 2018. Originalmente, o single foi lançado nas plataformas digitais em estúdio. Dois meses depois, foi lançado em versão ao vivo, no álbum O Embaixador, acompanhado de uma abertura instrumental antes de começar a música.

## O videoclipe

### Gravação
A gravação do videoclipe foi simples, feita no estúdio onde Gusttavo gravou a música, ele fazendo as vozes, tocando os instrumentos para ver como vai ficar. Mesmo sem toda estrutura, até hoje o clipe segue com mais de 225 milhões de visualizações na plataforma YouTube, e, praticamente o mesmo número de downloads e execuções nas principais plataformas como Spotify e Apple Music. Desde o lançamento, foram 37 milhões de execuções no Spotify e 107 milhões no YouTube. Nestes serviços de streaming, ela teve boas colocações no ranking, mas não chegou ao 1º lugar nacional.

### Propaganda na música
Há um trecho na letra da música que diz o seguinte:
"Me vê uma dose pra mudar minha vida
Da melhor que você tem
Pra ver se com inspiração em Old Parr ela vem"
Pois é. Na música, Gusttavo Lima se refere ao uísque Grand Old Parr, que aparece diversas vezes no videoclipe da música. A inclusão do nome da marca de uísque Old Parr na música é um exemplo de como as marcas se infiltram cada vez mais na música pop brasileira. 

O G1 conversou em agosto, na época do lançamento da música, com pessoas que tiveram acesso às negociações e descreveram como a parceria foi fechada:
- A música e a letra já estavam prontas quando a equipe que cuida do marketing de Gusttavo Lima fechou o acordo com a marca;
- Um trecho da letra foi refeita para incluir o nome da Old Parr, com o consentimento dos compositores originais (Junior Gomes, Ricardo Vismarck, Ronael e Murilo Huff);
- A parceria bancou produções em vídeo, ações em redes sociais e divulgação da música em rádios;
- Gusttavo Lima já fez vários posts sobre a marca, levou uma garrafa gigante de Old Parr para o palco e incluiu música no seu novo DVD, gravado na festa de Barretos.
- O investimento da Old Parr nesta parceria foi de R$ 1 milhão.[4]

As marcas podem entrar nos hits através de:
- Acordos comerciais, em que o artista cobra inclusão nos vídeos ou nas letras de cantores famosos.
- Citação espontânea. São clipes e versos que buscam a linguagem do cotidiano e falam de produtos do dia a dia sem cobrar por isso.
- Há o caso dos “alôs” de astros do Nordeste. São citações a marcas em shows e gravações ao vivo que há anos ajuda a movimentar o mercado do forró e arrocha.

O G1 procurou Gusttavo Lima e a agência reponsável pelo marketing dele, Cubo de Ideias. Sua equipe só confirmou que a marca "colaborou" na gravação do DVD do cantor em Barretos.

## O começo da era"Embaixador"
Logo após o refrão, Gusttavo Lima diz: "O 'Embaixador' falando de amor mais uma vez!". Como muitos fãs sabem, ele recebeu o título de Embaixador da Festa do Peão de Barretos, em 2017. Em 2018, foi nomeado, pelo segundo ano seguido, embaixador da Festa do Peão de Barretos. Assim, começou a usar esse apelido de "Embaixador".
No álbum ao vivo (de nome O Embaixador), podemos ouvir ele mandando um "Respeita o Embaixador, bebê! (estilizado como bb)" e também, "O Embaixador chegou!", que levou a plateia ao delírio. No mesmo lugar que ele levou esse título de Embaixador, ele gravou o disco, no caso, a cidade de Barretos, maior rodeio da América Latina, tendo como apresentador o cantor e locutor de rodeio Cuiabano Lima.
“Gravar um DVD nessa festa maravilhosa, com certeza, será um sonho realizado. Já posso adiantar que vamos fazer um grande trabalho. A galera pode esperar que vamos ter bastante música apaixonada para destruir o coração”, comenta Gusttavo Lima que pelo segundo ano consecutivo recebe o título de “Embaixador da Festa do Peão de Barretos”, sendo o primeiro artista a realizar tal feito.